# Підруддя
Підру́ддя — село в Україні, в Коростенському районі Житомирської області. Входить до складу Овруцької міської громади. Населення становить 786 осіб.

## Історія
У 1906 році село Гладковицької волості Овруцького повіту Волинської губернії. Відстань від повітового міста 5 верст, від волості 4. Дворів 75, мешканців 457.